# Александер фон Нордман
Александер фон Нордман (на фински: Alexander von Nordmann) е финландски зоолог.
Известно време преподава в Одеса, като описва някои видове от този регион. Професор по зоология в Хелзинкския университет от 1849 г.